# Umješač
Umješač (intervenijent) je treća osoba koja se pridružuje parnici koja se vodi na način da se pridružuje jednoj od strana, ali u procesu ne sudjeluje kao stranka. Umješač ima pravni interes da stranka kojoj se pridružila uspije u parnici jer se pravne posljedice presude mogu izravno ili neizravno odraziti i na njenu pravnu situaciju.
Uloga umješača je definirana Zakonom o parničnom postupku.